# Kanton Cancon
Kanton Cancon (francouzsky Canton de Cancon) je francouzský kanton v departementu Lot-et-Garonne v regionu Akvitánie. Tvoří ho 10 obcí.

## Obce kantonu
- Beaugas
- Boudy-de-Beauregard
- Cancon
- Casseneuil
- Castelnaud-de-Gratecambe
- Monbahus
- Monviel
- Moulinet
- Pailloles
- Saint-Maurice-de-Lestapel